# Rolladen Schneider
Rolladen-Schneider byl velký německý výrobce kluzáků. Původně firma vyráběla okna a okenice. První kluzák firma vytvořila v roce 1967. Sídlo společnosti je ve městě Egelsbach, které leží poblíž Frankfurtu nad Mohanem v Hesensku v Německu.

## Modely kluzáků
- LS1 (Standard Class)
- LSD Ornith (dva sesterské prototypy)
- LS2 (15 metre Class)
- LS3 (15 metre Class)
- LS4 (Standard Class)
- LS5 (22 metre pouze prototyp)
- LS6 (15 metre Class s nastavitelnými křídly s rozpětím křídel na 17,5 metru nebo 18 metrů)
- LS7 (Standard Class)
- LS8 (Standard Class s nastavitelnými křídly s rozpětím 18 metrů)
- LS9 (18 metre samospuštěcí kluzák - vyrobeno 10 kusů)
- LS10 (15 metre Class a 18 metres Class)
- LS11 (Dvě sesterské třídy) - prototyp ve vývoji u společnosti Akaflieg v Kolíně nad Rýnem

## Nucená správa
Z důvodů ekonomických problémů byla společnost v roce 2001 poslána do nucené správy. V roce 2003 převzala společnost DG Flugzeugbau vedení ve firmě a získala práva ke značkám i designu letadel.